# Paul Morley
Paul Morley (Stockport, Cheshire; 26 de marzo de 1957) es un periodista inglés que escribió para el New Musical Express (NME) desde de 1977 hasta 1983 durante uno de sus períodos más acertados y relativamente notorios. Desde entonces, ha escrito para una amplia variedad de publicaciones. 

## Carrera
Morley promovió un estilo distintivo de post-punk, y un estilo postmodernista de escribir sobre la música, propio del Nuevo Periodismo de Tom Wolfe, el estilo de Hunter S. Thompson, las teorías culturales de Roland Barthes y el periodismo gonzo de Lester Bangs. Mientras su estilo dividió a los lectores de NME de esa época, él fue reconocido como una influencia sobre cada periodista de música británico que haya surgido desde entonces.
La banda británica The Cure interpretó una versión de su canción 'Grinding Halt' modificando la letra y parodiando el estilo de escritura de Morley, luego de que él escribiera una crítica desfavorable sobre el álbum debut del grupo, Three Imaginary Boys.
Morley llamó la atención del público inicialmente con una breve aparición en el video del tema "The Look Of Love" de ABC (banda) (en el que él pantomima la frase "what's that?" con el cantante Martin Fry), pero alcanzó notoriedad como el cofundador, junto con Trevor Horn, de ZTT Records y el grupo electrónico Art of Noise. 
Morley también estuvo a cargo de la dirección del marketing y la promoción del temprano éxito fenomenal de ZTT Records, Frankie Goes To Hollywood. 
Aunque nunca lo hayan confirmado, es generalmente aceptado que fue Morley quien escribió los lemas provocativos sobre las camisetas de la banda (p.ej. "Frankie Say Arm The Unemployed", "Frankie Say War! Hide Yourself") que se convirtieron en un fenómeno de la moda en 1984 y son tan recordadas como la música de la banda.
Paul Morley fue el primer presentador del programa The Late Show de la cadena televisiva BBC2.

## En la música
Él es el autor Words and Music: the history of pop in the shape of a city. El libro es un viaje sumamente idiosincrásico por la historia del pop y procura establecer la conexión entre la grabación experimental de audio de Alvin Lucier, "I am sitting in a room" y la canción de Kylie Minogue "Can't get you out of my head". Una sintética Kylie figura como el personaje central del libro.
Sus otros libros incluyen Ask: The Chatter of Pop (una colección de sus artículos periodísticos) y Nothing, un libro biográfico que reflexiona sobre el suicidio de su padre y el del cantante de la banda británica Joy Division, Ian Curtis, narrando las partes infelices de la vida adolescente del vocalista durante su paso por la escuela primaria de Stockport (Mánchester).

## Vida privada
En 1985 se casó con la cantante alemana Claudia Brücken, con quien tuvo una hija.
- Datos: Q707039
- Multimedia: Paul Morley / Q707039